# Fed Cup 1997
La Fed Cup 1997 corresponde a la 35ª edición del torneo de tenis femenino más importante por naciones. 8 equipos participaron en el Grupo Mundial.

## Grupo Mundial
| Equipos participantes | Equipos participantes | Equipos participantes | Equipos participantes |
| Bélgica               | República Checa       | Francia               | Alemania              |
| Japón                 | Países Bajos          | España                | Estados Unidos        |
| --------------------- | --------------------- | --------------------- | --------------------- |

## Eliminatorias
|  | Cuartos de final | Cuartos de final |                 |              | Semifinales | Semifinales |  |              | Final       | Final       |  |
|  | 1-2 marzo        | 1-2 marzo        |                 |              | 12-13 julio | 12-13 julio |  |              | 4-5 octubre | 4-5 octubre |  |
|  |                  |                  |                 |              |             |             |  |              |             |             |  |
|  |                  |                  |                 |              |             |             |  |              |             |             |  |
|  | Estados Unidos   | 2                |                 |              |             |             |  |              |             |             |  |
|  | Estados Unidos   | 2                |                 |              |             |             |  |              |             |             |  |
|  | Países Bajos     | 3                |                 |              |             |             |  |              |             |             |  |
|  | Países Bajos     | 3                |                 | Países Bajos | 3           |             |  |              |             |             |  |
|  |                  |                  |                 | Países Bajos | 3           |             |  |              |             |             |  |
|  |                  |                  | República Checa | 2            |             |             |  |              |             |             |  |
|  | República Checa  | 3                | República Checa | 2            |             |             |  |              |             |             |  |
|  | República Checa  | 3                |                 |              |             |             |  |              |             |             |  |
|  | Alemania         | 2                |                 |              |             |             |  |              |             |             |  |
|  | Alemania         | 2                |                 |              |             |             |  | Países Bajos | 1           |             |  |
|  |                  |                  |                 |              |             |             |  | Países Bajos | 1           |             |  |
|  |                  |                  | Francia         | 4            |             |             |  |              |             |             |  |
|  | Francia          | 4                | Francia         | 4            |             |             |  |              |             |             |  |
|  | Francia          | 4                |                 |              |             |             |  |              |             |             |  |
|  | Japón            | 1                |                 |              |             |             |  |              |             |             |  |
|  | Japón            | 1                |                 | Francia      | 3           |             |  |              |             |             |  |
|  |                  |                  |                 | Francia      | 3           |             |  |              |             |             |  |
|  |                  |                  | Bélgica         | 2            |             |             |  |              |             |             |  |
|  | Bélgica          | 5                | Bélgica         | 2            |             |             |  |              |             |             |  |
|  | Bélgica          | 5                |                 |              |             |             |  |              |             |             |  |
|  | España           | 0                |                 |              |             |             |  |              |             |             |  |
|  | España           | 0                |                 |              |             |             |  |              |             |             |  |
|  |                  |                  |                 |              |             |             |  |              |             |             |  |

### Final
| Brabant Hall, Bolduque, Países Bajos 4 al 5 de octubre de 1997 |                             |                                  |   |   |   |  |  |  |  |
| \| 1 \| \| Brenda Schultz-McCarthy \| 4 \| 6 \| 3 \| \| \| \| \| \| 1 \| \| Sandrine Testud \| 6 \| 4 \| 6 \| \| \| \| \| \| 2 \| \| Miriam Oremans \| 4 \| 1 \| \| \| \| \| \| \| 2 \| \| Mary Pierce \| 6 \| 6 \| \| \| \| \| \| \| 3 \| \| Brenda Schultz-McCarthy \| 4 \| 6 \| 6 \| \| \| \| \| \| 3 \| \| Mary Pierce \| 6 \| 3 \| 4 \| \| \| \| \| \| 4 \| \| Miriam Oremans \| 6 \| 3 \| 3 \| \| \| \| \| \| 4 \| \| Sandrine Testud \| 0 \| 6 \| 6 \| \| \| \| \| \| 5 \| \| Manon Bollegraf-Caroline Vis \| 3 \| 4 \| \| \| \| \| \| \| 5 \| \| Alexandra Fusai-Nathalie Tauziat \| 6 \| 6 \| \| \| \| \| \| |                             |                                  |   |   |   |  |  |  |  |
| 1 | Bandera de los Países Bajos | Brenda Schultz-McCarthy          | 4 | 6 | 3 |  |  |  |  |
| 1 | Bandera de Francia          | Sandrine Testud                  | 6 | 4 | 6 |  |  |  |  |
| 2 | Bandera de los Países Bajos | Miriam Oremans                   | 4 | 1 |   |  |  |  |  |
| 2 | Bandera de Francia          | Mary Pierce                      | 6 | 6 |   |  |  |  |  |
| 3 | Bandera de los Países Bajos | Brenda Schultz-McCarthy          | 4 | 6 | 6 |  |  |  |  |
| 3 | Bandera de Francia          | Mary Pierce                      | 6 | 3 | 4 |  |  |  |  |
| 4 | Bandera de los Países Bajos | Miriam Oremans                   | 6 | 3 | 3 |  |  |  |  |
| 4 | Bandera de Francia          | Sandrine Testud                  | 0 | 6 | 6 |  |  |  |  |
| 5 | Bandera de los Países Bajos | Manon Bollegraf-Caroline Vis     | 3 | 4 |   |  |  |  |  |
| 5 | Bandera de Francia          | Alexandra Fusai-Nathalie Tauziat | 6 | 6 |   |  |  |  |  |

## Repesca Grupo Mundial de 1997
La Repesca Grupo Mundial 1997 de la Copa Fed se disputó los días 12 y 13 de julio de 1997, y los resultados de esta fase se detallan en el siguiente esquema:
| Sede de la confrontación | Superficie      | Ganador        | Marcador | Perdedor  |
| ------------------------ | --------------- | -------------- | -------- | --------- |
| Zúrich                   | Indoor moqueta  | Suiza          | 5-0      | Argentina |
| Fráncfort del Meno       | Outdoor moqueta | Alemania       | 3–2      | Croacia   |
| Massachusetts            | Dura            | Estados Unidos | 5–0      | Japón     |
| Hope Island              | Dura            | España         | 3–2      | Australia |

## Grupo Mundial 2
El Grupo Mundial 2 de la Copa Fed se disputó los días 1 y 2 de marzo de 1997, y los resultados de esta fase se detallan en el siguiente esquema:
| Sede de la confrontación | Superficie     | Ganador   | Marcador | Perdedor      |
| ------------------------ | -------------- | --------- | -------- | ------------- |
| Zagreb                   | Indoor dura    | Croacia   | 4–1      | Austria       |
| Košice                   | Indoor moqueta | Suiza     | 3–2      | Eslovaquia    |
| Seúl                     | Dura           | Argentina | 4-1      | Corea del sur |
| Durban                   | Dura           | Australia | 3–2      | Sudáfrica     |

## Repesca Grupo Mundial 2 de 1997
La repesca del Grupo Mundial 2 de 1997 de Copa Fed se disputó los días 12 y 13 de julio de 1997, y los resultados de esta fase se detallan en el siguiente esquema:
| Sede de la confrontación | Superficie | Ganador    | Marcador | Perdedor      |
| ------------------------ | ---------- | ---------- | -------- | ------------- |
| Pörtschach               | Arcilla    | Austria    | 3-2      | Sudáfrica     |
| Bratislava               | Arcilla    | Eslovaquia | 5–0      | Canadá        |
| Yakarta                  | Arcilla    | Italia     | 5-0      | Indonesia     |
| Seúl                     | Arcilla    | Rusia      | 4-1      | Corea del Sur |

## Zona Americana

### Grupo 1
- Brasil
- Canadá — promocionado a la Repesca del Grupo Mundial 2.
- Chile
- Colombia
- Ecuador
- México - relegado al Grupo 2 en 1998.
- Perú
- Puerto Rico - relegado al Grupo 2 en 1998.
- Venezuela

### Grupo 2
- Antigua y Barbuda
- Bahamas
- Barbados
- Bermudas
- Bolivia
- Costa Rica
- Cuba
- República Dominicana
- El Salvador
- Guatemala
- Jamaica
- Panamá
- Paraguay — promocionado al Grupo 1 en 1998
- Trinidad y Tobago
- Uruguay — promocionado al Grupo 1 en 1998

## Zona Asia/Oceanía

### Grupo 1
- China
- China Taipéi
- Hong Kong
- India - relegado al Grupo 2 en 1998.
- Indonesia — promocionado a la Repesca del Grupo Mundial 2.
- Kazajistán - relegado al Grupo 2 en 1998.
- Nueva Zelanda
- Tailandia

### Grupo 2
- Malasia
- Equipo de las islas de Oceanía
- Pakistán
- Filipinas — promocionado al Grupo 1 en 1998
- Singapur
- Sri Lanka
- Siria
- Uzbekistán — promocionado al Grupo 1 en 1998

## Zona Europa/África

### Grupo 1
- Bielorrusia
- Bulgaria
- Finlandia - relegado al Grupo 2 en 1998.
- Georgia - relegado al Grupo 2 en 1998.
- Grecia
- Hungría
- Israel
- Italia — promocionado a la Repesca del Grupo Mundial 2.
- Letonia
- Polonia
- Rumania
- Rusia — promocionado a la Repesca del Grupo Mundial 2.
- Eslovenia
- Suecia
- Ucrania

### Grupo 2
- Argelia
- Armenia
- Bosnia y Herzegovina
- Botsuana
- Camerún
- Chipre
- Dinamarca
- Egipto
- Estonia
- Etiopía
- Reino Unido — promocionado al Grupo 1 en 1998
- Irlanda
- Islandia
- Liechtenstein
- Lituania
- Luxemburgo
- Macedonia del Norte
- Madagascar — promocionado al Grupo 1 en 1998
- Malta
- Noruega
- Portugal — promocionado al Grupo 1 en 1998
- San Marino
- Túnez
- Turquía
- Yugoslavia — promocionado al Grupo 1 en 1998